# Bükksás

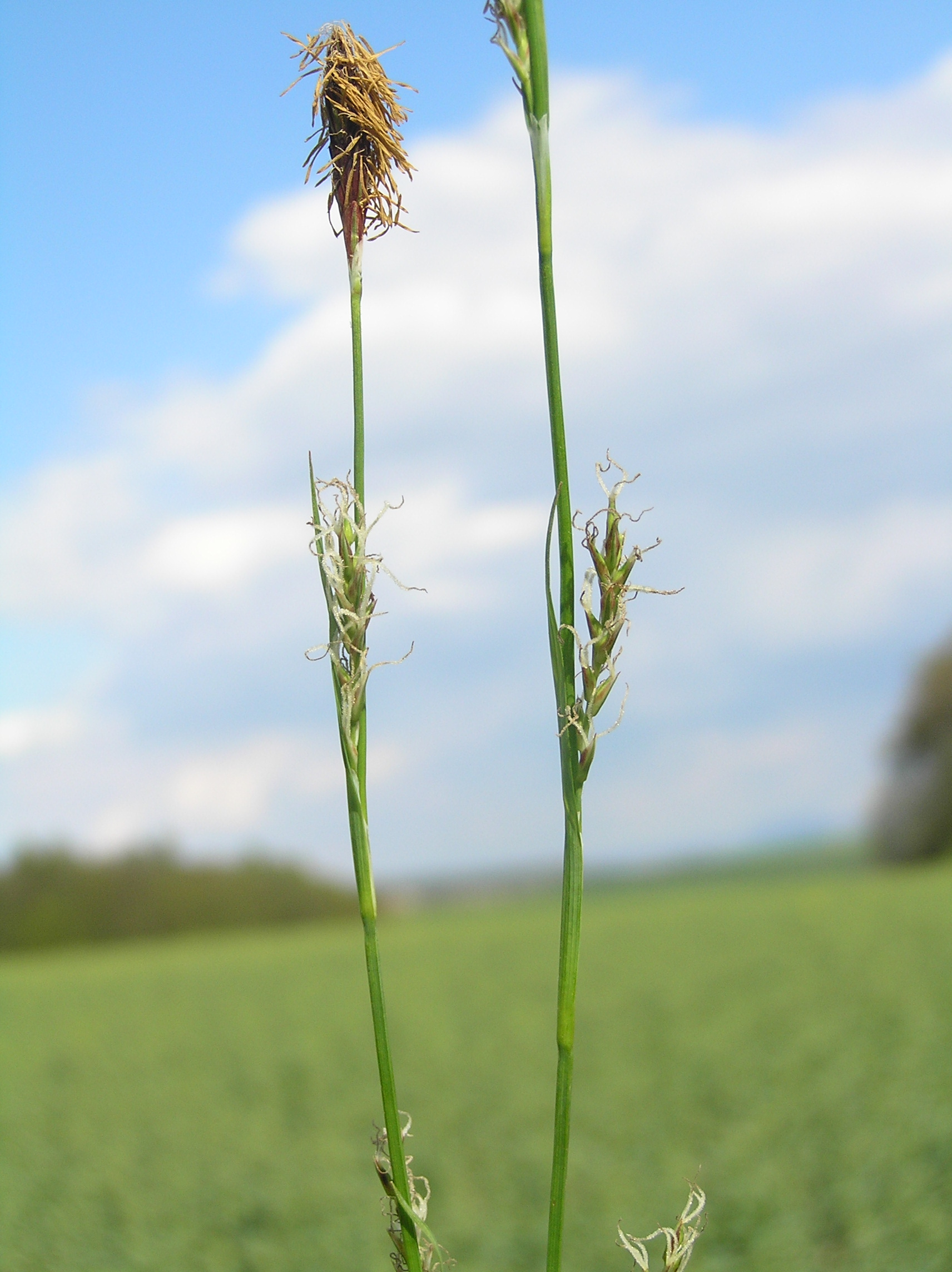
A szár csúcsán a porzós füzér, alatta a termősek

A bükksás (bükkös sás, szőrös sás, Carex pilosa) a perjevirágúak (Poales) rendjében a palkafélék (Cyperaceae) családjába tartozó növényfaj. Nevét onnan kapta, hogy szára és levele is szőrös.

## Származása, elterjedése
Magyarországon a Magyar-középhegységben és a Dunántúli-dombságon gyakori, többek közt a Gödöllői-dombság területén él.

## Leírása
Közepesen magas sásfaj; termőszára egyenes, felálló. A hozzá igen hasonló erdei sástól eltérően pelyvája és szárának töve sötétpiros (az erdei sásé fehér). Levelei egyszerűek, ép szélűek, tőállóak, illetve szárt ölelőek, a szélük pillás. Keresztmetszetük M betűre emlékeztet. A tőlevelek sötétzöldek. A termőszár csúcsán egy barna színű, sárga porzós füzért, alatta két-három termős füzért nevel. Magva teljesen kerek.

## Élőhelye
Évelő; tőlevelei áttelelnek. Leginkább a nyirkos talajú erdőkben (mint neve is mutatja: főleg) bükkösökben és gyertyános–tölgyesekben nő. Tarackjáról vegetatívan gyorsan elszaporodik; gyökerének sűrű szövedéke még az erdő felújítását is képes gátolni. A gyepszintet eluralja, de az árnyékos erdőkben csak ritkán virágzik. Virága április–májusban nyílik.